# Миколаївська церква (Ніжин)
51°02′53″ пн. ш. 31°53′39″ сх. д. / 51.048055555556° пн. ш. 31.894166666667° сх. д.
Миколаївська церква — православний храм та пам'ятка архітектури національного значення у Ніжині.

## Історія
Постановою Кабінету Міністрів УРСР від 06.09.1979 № 442 «Про доповнення списку пам'яток містобудування і архітектури Української РСР, що перебувають під охороною держави» надано статус пам'ятка архітектури національного значення з охоронним № 1767 під назвою «Миколаївська церква».
Встановлено інформаційну дошку.

## Опис
Церква побудована в 1873 (за іншими даними 1862) за проєктом інженера Л. Садовського як «тепла» церква поруч з Покровською. Безпосередньо на захід розташована «холодна» Покровська церква.
Кам'яний, загального типу, прямокутний у плані храм, безтовпний, безапсидний, з чотирисхилим дахом. Із заходу примикає притвор. Фасад оздоблений декором, бічні фасади завершуються фронтонами. Дах храму вінчає восьмерик із куполом. Спочатку мав декоративний розділ. Є характерним прикладом культової споруди період історизму.